# Zamaknjenje
Zamaknjenje ali ekstaza (grško έκστασις/ekstasis; latinsko extasis; angleško ecstasy) je v osnovi grška beseda, iz katere izhaja podobna latinska in angleška v pomenu iziti, biti izven (sebe), stati zunaj, zamakniti se; izhajanje človeka iz samega sebe je stanje, v katerem prevladuje doživetje nadnaravnega vznesenja, občutek neskončne radosti in blaženosti, najvišja stopnja ekstaze, v kateri se zdi, da človek izhaja iz samega sebe, izgubi samozavest in zavedanje svojega osebnega jaza ter se združi z najvišjim bitjem – v krščanstvu s Kristusom.

## Razlaga pojma
Izraz zamaknjenje oziroma ekstaza so neoplatonistični filozofi uporabljali za označevanje premišljevanja o Bogu, ki vodi v pozabljanje lastnih človeških okoliščin. Po Plotinovem učenju se zamaknjenje doseže z ločevanjem od čutnega sveta in umikom vase.
V krščanstvu je mistično zamaknjenje najvišja oblika bogozrenja (kontemplacije), v katero se vstopa bodisi z "Božjim razodetjem" bodisi z določenimi vajami (molitev, post, premišljevanje, spokorna dejanja itd.); v vzhodnih religijah kakor tudi pri novejših gibanjih za to uporabljajo guruji, šamani in drugi poleg omenjenih načinov še druga sredstva; med drugim tudi jemanje raznih poživil, psihoaktivnih snovi in ritualnih plesov.

## Antika
Skozi zgodovino se kot rdeča nit pri vseh ljudstvih in omikah vleče želja po neke vrste zamaknjenju.
Podobno duševno stanje je bilo znano že od antike in je veljalo za teofanijo ali bogojavljenje, tj. za razodetje božanstva.

### Dionizova procesija
V Antični Grčiji so bile znane nimfe – tj. ženske, ki so sodelovale v neuradnih obredih. To so bila uvajanja in misteriji, ki so se odvijali zunaj mestnega obzidja in so bili dostopni obrobnim članom. Izvajalke teh kultov, ki so bile povezane tako z  dionizovskimi kot orfejskimi obredi, so v zamaknjenem stanju divje plesale in ubijale živali z golimi rokami.  Te prvine so bile povezane tako z javnimi kot tajnimi vidiki grškega verstva. 

### Preročišča
Zamaknjenja so omogočala preročišča, ki so to razlagala kot posredovanje med zemeljsko in podzemeljsko razsežnostjo. Včasih so dosegali zamaknjenje umetno z uporabo mamil; sodelujoča osebe je tedaj izvajala čudne gibe in dejanja. 
V zvezi s tem so bile znane skrivnostne Sibile, ki so se redko kazale v javnosti; pripadale so Apolonovemu templju in so včasih nosile prava svečeniška oblačila, kot na primer Pitija. Le-ta je živela v Delfskem preročišču in k njenemu zamaknjenju, med katerim je izrekala prerokbe, so verjetno prispevali opojni hlapi, ki so puhteli iz zemeljske razpoke. 
V južnoitalijanski Veliki Grčiji je bila znana Kumska Sibila; njene prerokbe so povezovali s tamkajšnjimi žveplenimi hlapi. Odgovori Sibil pa so bili pogosto nejasni in jih je bilo možno različno razlagati; znana taka napoved je reklo "Ibis redibis".

## Judovstvo
V zgodovini hebrejskega izvoljenega ljudstva imamo celo vrsto prerokov: štiri "velike" in 12 "malih", katerih prerokbe pa se nanašajo večinoma na oddaljeno prihodnost, tudi na konec sveta; napovedujejo tudi prihod Kristusa. Ta prerokovanja so bila včasih povezana z zamaknjenji.
Hebrejska biblija Tanah opisuje zamaknjeno videnje Jakobove lestve, ki ga je imel v sanjah, ko je bežal pred bratom Ezavom. 
Opisana je tudi zamaknjena ženska Debora (knjiga Sodnikov 4. in 5. poglavje). Veliki preroki, predvsem Ezekijel, ki je deloval v Babiloniji, se prav tako sklicujejo na videnja in prisluhe. Apokaliptična poročila v bistvu temeljijo na zamaknjenjskih izkušnjah preroka Danijela.
Tudi rabinsko judovstvo pozna zamaknjenjske lastnosti; zlasti pa opisuje močna zamaknjenja hasidijstvo, kjer omenjajo kot najpomembnejšega sodobnega zamaknjenca Baal Šem Tova.

## Krščanstvo

### Sveto pismo in prakrščanska Cerkev
Janez Krstnik je v novi zavezi prikazan kot asketski zamaknjenec; zamaknjenja obkrožajo Jezusov Krst (Mr 4) ali njegovo Spremenjenje na gori Taboru (Mr 9), čeprav ni jasno, ali gre tu za zamaknjenja v pravem pomenu besede. 
V prakrščanski Cerkvi se videnja in poslušanja nadnaravnih dogodkov ali prikazni pomnožijo s prihodom Svetega Duha; binkoštni dogodki (Apd 2) spremljajo tudi oznanjevanje prvega mučenca (Apd 7).
Sveti Peter je prek zamaknjenja dojel, da so prenehali starozavezni obredni predpisi o čistih in nečistih živalih (Apd 10,15) – in da torej ni več nečistih jedi – pa tudi ne nečistih ljudi ali narodov; vsi narodi so odslej "izvoljeno judstvo". 
Apostol Pavel, ki je imel sam tovrstne izkušnje (Apd 9), zavrača poudarjanje zamaknjenj (2Kor 12), ki bi bila sama po sebi nekoristna brez resnične ljubezni (1Kor 13). 
Prakrščanska Cerkev pozna številne zamaknjence. Sveti Polikarp je v zamaknjenju videl svoj zglavnik v plamenu, nakar je prerokoval svoje mučeništvo. Tudi v takratnih heretičnih gibanjih (npr. montanizmu) se srečujemo z zamaknjenji. Zapisi Psevdo-Dionizija Areopagita (okoli 500) opredeljujejo zamaknjenje kot izstop iz sebe in dvig do "nadbistvenega žarka božanske teme".
Zamaknjenje se zgodi z božanskim razsvetljenjem, ki ga neposredno izvaja Bog. On »pride« v svet ne z neprostovoljnim dejanjem (kot je bilo pri Plotinu), ali nekako izsiljeno (kot se je dogajalo prek medija v montanizmu), temveč zato, ker »ljubi« svoja bitja. Poistovetenje s svojim božanskim „zamaknjenjem“ po svetem Avguštinu v krščanstvu ni zgolj pravica izbranih prerokov, ampak naravni cilj vseh kristjanov. Človeški razum lahko v tem uspeva ne po premišljeni osebni volji, temveč po prostovoljnem razodetju samega Boga. Zamaknjenje ali ekstaza je torej v bistvu dar, ki ga omogoča priprošnja Svetega Duha, zahvaljujoč kateremu človek presega svoje lastne meje in postaja Božje orodje v svetu. Sodelujoča oseba ne izgubi svoje osebnosti in posebnosti, čeprav se z Bogom preplete in takorekoč vanj potopi.

### Srednji vek
Srednjeveški mistiki so zamaknjenje sprejemali kot blaženo videnje, ki dušo takorekoč popolnoma preplavi z Bogom in bitje ostane brez lastnih misli. Gre torej za mistično obhajilo, ki ga razplamti ogenj  ljubezni ter za izkušnjo najvišje blaženosti, o čemer poroča Sveti Bernard:
| San Bernardo di Chiaravalle - Estasi | Sveti Bernard - Zamaknjenje |
| --- | --- |
| «Come una piccola goccia d'acqua che cada in una grande quantità di vino sembra diluirsi e sparire per assumere il sapore e il colore del vino; così ogni affetto umano, nei santi, deve fondersi e liquefarsi per identificarsi alla volontà divina. Come infatti Dio potrebbe essere tutto in tutto, se nell'uomo restasse qualcosa di umano? Senza dubbio, la sostanza rimane, ma sotto un'altra forma, un'altra potenza, un'altra gloria» | »Kakor se majhna kapljica vode, ki pade v veliko količino vina, razredči in izgine, da prevzame okus in barvo vina; tako se mora vsaka človeška naklonjenost v svetnikih stopiti in utekočiniti, da se poistoveti z Božjo voljo. Kako bi pravzaprav lahko bil Bog vse v vsem, če bi v človeku ostalo nekaj človeškega? Nedvomno bistvo ostaja, vendar v drugi obliki, drugi moči, drugi slavi« |

S tem se strinja nemški neoplatonist Mojster Eckhart in tudi sv. Terezija Avilska, po kateri je zamaknjenje kot trenutek "odsotnosti", v katerem je zaznala vso bolečino, ki jo je Kristus občutil med svojim trpljenjem, a tudi notranje veselje, ki je bolečino prekrilo.

### Humanizem in renesansa
Dante se v Božansko komediji sprehaja skozi pekel in vice, da nazadnje pride v raj. Tam je na koncu soočen z blaženim gledanjem Boga. To poskuša opisati v protislovnem stanju zamaknjenja, v katerem um izstopi iz sebe in doseže samoopolnomočenje, a se takorekoč v zopet vrne vase.
Želji po zamaknjenju je bila renesansa naklonjena. Poleg verskega pomena je zamaknjenje v tistih časih dobilo predvsem umetniško in estetsko ovrednotenje. Lepoto so tako renesančni modreci videli kot privilegiran način za ponovno povezavo z Bogom: „Ena od lastnosti, ki jih potrebuje modrec, torej tisti, ki namerava spoznavno askezo pripeljati do zamaknjenja in postati Bog, je junaška raven ljubezni do lepote, pravi »božanski bes«.

### Romantika
Kantova Kritika razsodnosti kot idealizem Fichteja  in Schellinga  so v 19. stoletju prispevali k ponovnemu zanimanju za pojav zamaknjenja. Kant je v estetski presoji videl vesoljni občutek sodelovanja z Absolutnim, v katerem razum ni več vezan na spoznavno dejavnost, temveč je svoboden pri oblikovanju lastne družabne vezi. Za Fichteja je zamaknjenje razumska pronicljivost  – neposredno dejanje, s katerim se jaz, ko postaja samozaveden, lahko intuitivno spoznava le v odnosu do ne-jaza. Podobno je Schelling v zamaknjenju videl neskončno dejavnost, s katero Bog ustvarja svet. Človek jo lahko podoživi v umetniškem zamaknjenju, ki pa je tudi najbolj oprijemljivo razodevanje Absolutnega, kjer si zavestna in nezavestna stran razuma nista več v medsebojnem nasprotju in sporu, temveč se združita v skladno sobivanje z Naravo.

## Šamanstvo
Najstarejšo znano upodobitev sibirskega šamana je izdelal nizozemski raziskovalec Nicolaes Witsen, ki je leta 1692 napisal poročilo o svojih potovanjih med samojedsko in tunguško govorečimi ljudstvi. Tega poganskega šamana je označil kot »hudičevega svečenika« in mu narisal na stopalih tudi kremplje, da bi bolj poudaril njengove demonske lastnosti.
Izraz šaman ali šamanstvo izvira od tunguško-mandžurskih severovzhodnih sibirskih ljudstev. Šaman pomeni v teh jezikih "nekoga, ki ve" in se torej nanaša na v skupnosti spoštovanega nosilca izročenega znanja. Prvotno se je izraz nanašal le na svečenike in vrače sibirskih in srednjeazijskih plemen; turško govoreča plemena jih imenujejo „qam“, „kam“ ali „xam“.
Danes se "šaman" navadno uporablja v širšem, splošnejšem smislu kot skupni izraz: zajema različne verske, zdravilne in druge izvedence in „strokovnjake“, ki veljajo za posrednike v duhovnem svetu. Vanj so vključeni tudi podobni dejavniki v ljudski pobožnosti, kot se razodevanjo v budizmu ali islamu.

## Islam
Islamski misticizem je imel več stopenj rasti:
1. pojav zgodnjega asketizma
2. razvoj misticizma božanske ljubezni
3. vzpon in širjenje bratovščin oziroma spokornih redov. Na splošno pa gre pri muslimanski duhovnosti za osebne izkušnje.[32]

V islamu opisujejo različne vrste vznesenosti. Sufistični spokorni redovi tarike s svojimi plesi in pesmimi med klicanjem Alahovega imena prirejajo pogoje za zamaknjenjsko izkušnjo. Sufije imenujejo "uboge" – kar slovenimo kot „fakir” in „derviš”. 
Zamaknjenje naj bi ne bil cilj, temveč zgolj sredstvo za približevanje Bogu; sufiji opozarjajo, da ostajanje v ekstazi lahko predstavlja tančico ali celo oviro na poti do Boga.To vključuje tudi kajenje hašiša; njihova duhovnost dosega svoj vrhunec v dobrodelnosti. Sufizem – zlasti indijski - je vsekakor najbolj strpna oblika islama, polna plesa, premišljevanja in pesništva.

## Vzhodna verstva
Hinduizem, budizem, konfucijanstvo in šintoizem tudi poznajo različne oblike zamaknjenosti.

## Vobčilih
(francosko)
- Extase je  Machatýjev film .
- Extase je Hugojeva pesnitev.
- Poème de l'extase je Sriabinovo glasbeno delo.
- Extase (1990) je Cryova zgoščenka.